# Бакиров, Мирлан Исакбекович
Мирлан Исакбекович Бакиров (род. 11 мая 1975, село Кызыл-Ункур, Базар-Коргонский район, Джалал-Абадская область, Киргизская ССР) — киргизский политический деятель. Депутат Жогорку Кенеша V созыва по списку политической партии «Республика». Член парламентского комитета по транспорту, связи, архитектуре и строительству (с 2010 по 2015 год). Избран в Жогорку Кенеш VI созыва по списку политической партии «Развитие — Прогресс» (с 2015 по 2020 год). Председатель политической партии «Мекеним Кыргызстан» (с 2020).

## Биография
Мирлан Бакиров родился 11 мая 1975 года в селе Кызыл-Ункур Базар-Коргонского района Джалал-Абадской области. Высшее образование. В 1996 году окончил экономический факультет Киргизского Государственного Университета.
- 1996 по 1998 год — инспектор акцизного отдела Государственной налоговой инспекции по Джалал-Абадской области.
- 1998 по 1999 год — главный бухгалтер АО Корпорации «Джалал-Абад».
- 1999 по 2003 год — ведущий специалист, начальник бюджетного управления финансового отдела Джалал-Абадской области.
- 2005 по 2010 год — директор ООО «Дан-Юг».
- Октябрь 2010 года — депутат Жогорку Кенеша V созыва включен в список политической партии «Республика». Член парламентского комитета по транспорту, связи, архитектуре и строительству.
- Октябрь 2015 года — избран депутатом Жогорку Кенеша VI созыва по списку политической партии «Развитие — Прогресс».

## Личная жизнь
Женат. Отец троих детей.

## Награды
- Почётная грамота Совета МПА СНГ (19 мая 2016 года, Межпарламентская ассамблея СНГ) — за активное участие в деятельности Межпарламентской Ассамблеи и её органов, вклад в укрепление дружбы между народами государств — участников Содружества Независимых Государств[1]